# St.-Maria-Hilf (Magdeburg)

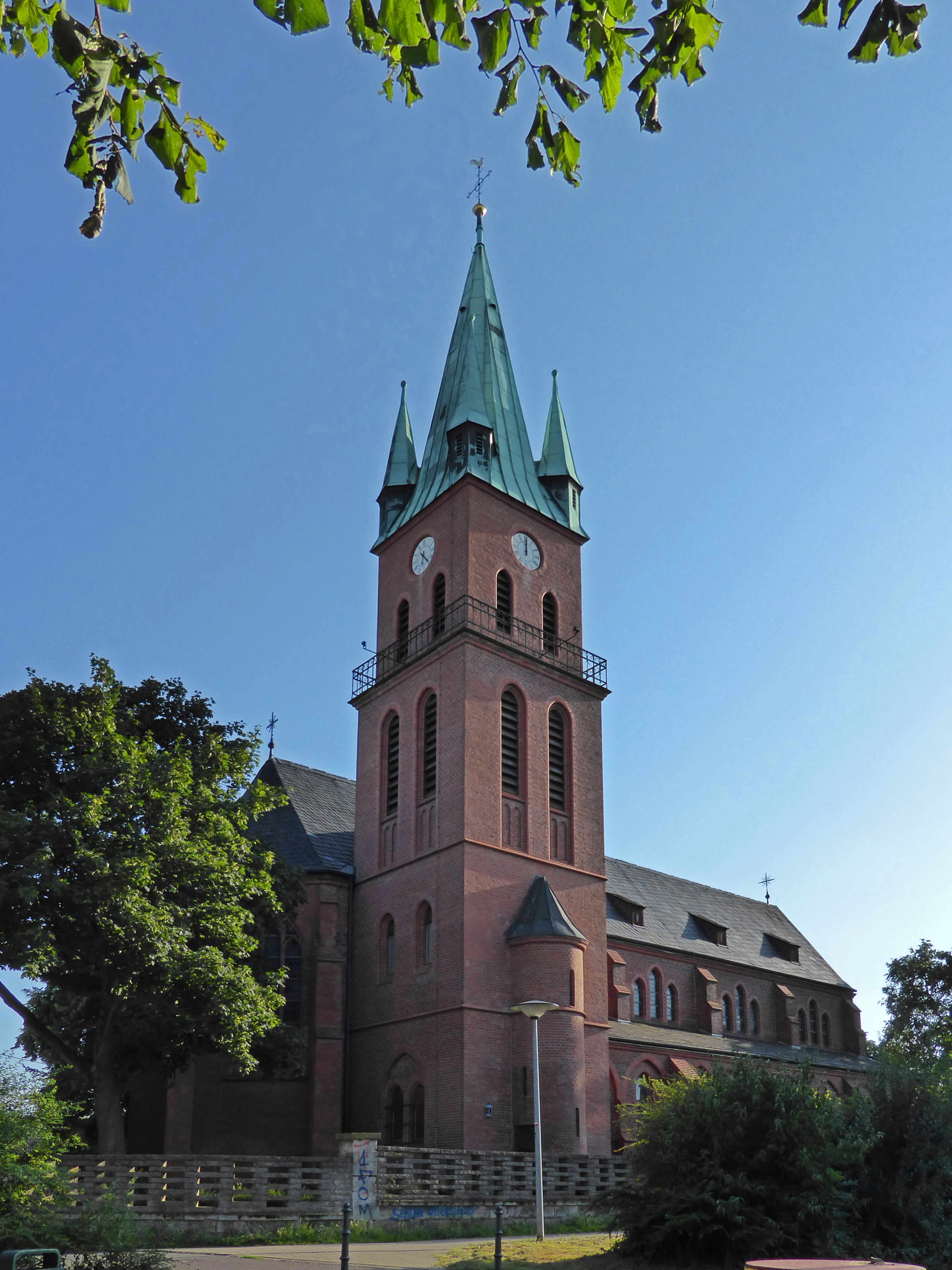
Sankt-Maria-Hilf-Kirche

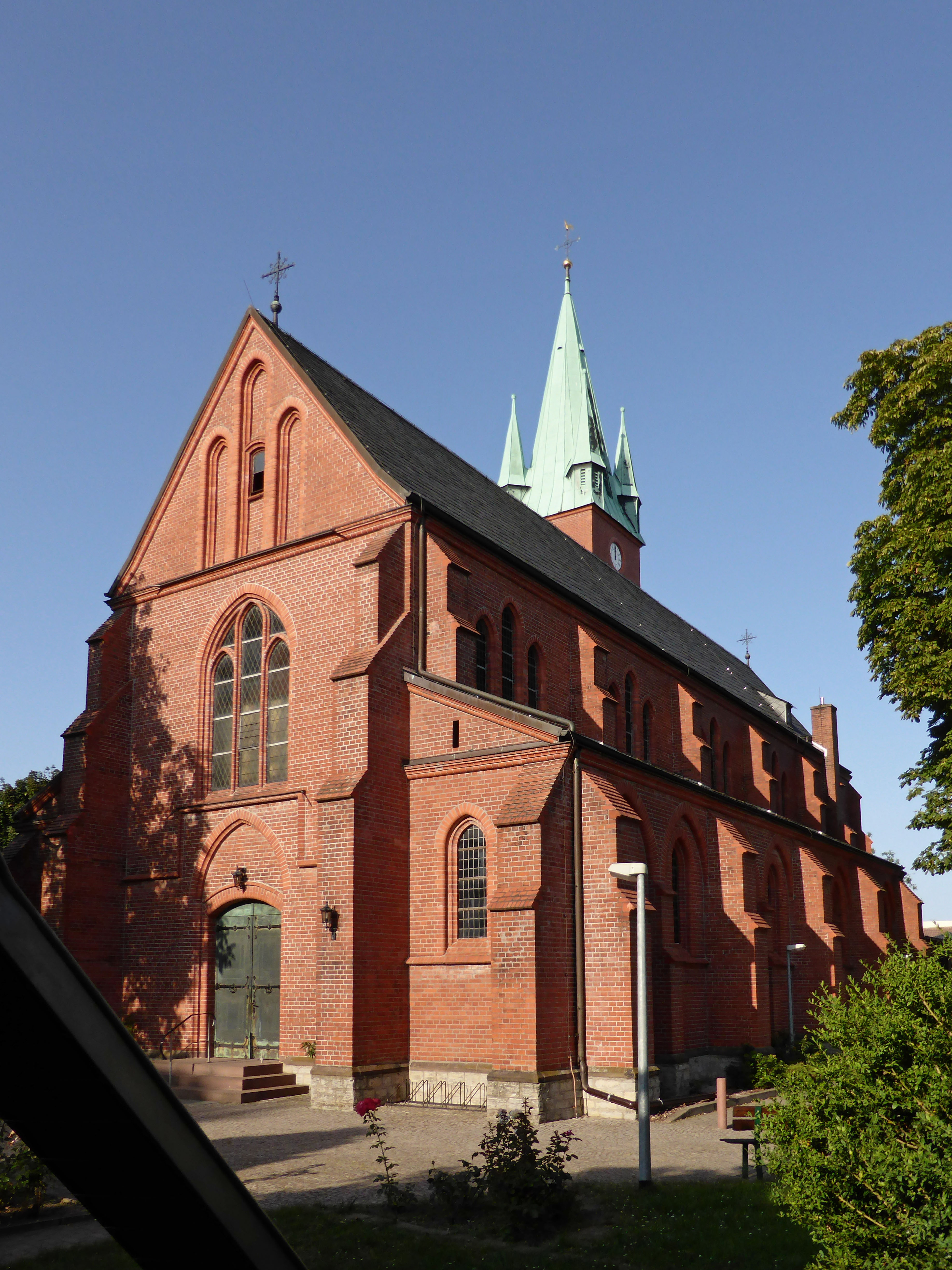
Rückansicht

Die Sankt-Maria-Hilf-Kirche, offiziell Kirche Maria Hilfe der Christen genannt, ist die katholische Kirche im Magdeburger Stadtteil Ottersleben. Die nach dem Marientitel Maria, Hilfe der Christen benannte Kirche ist die Pfarrkirche der Pfarrei St. Maria, im Dekanat Magdeburg des Bistums Magdeburg.

## Architektur
Das Kirchengebäude wurde ab 1893 im Stil der Neogotik nach Plänen von Arnold Güldenpfennig aus rotem Backstein als Basilika erbaut. Die Länge des Kirchenschiffs beträgt 22 Meter bei einer Breite von 13 Metern, wobei das Mittelschiff höher ist als die Seitenschiffe. Im 8,60 Meter langen und 7 Meter breiten Chor befinden sich drei große Farbfenster. Die dortigen Glasmalereien thematisieren Szenen aus dem Leben Marias, die Verkündigung, die Geburt Jesu und die Aufnahme Mariens in den Himmel.
An der nördlichen Seite des Chors befindet sich ein 40 Meter hoher mit einer Galerie versehener Turm. Der Giebel des Kirchenschiffes wird an beiden Seiten durch ein Ende Juni 1894 angebrachtes Kreuz gekrönt.

## Geschichte
Ottersleben gehörte zunächst zum Bistum Halberstadt, nach der Gründung des Erzbistums Magdeburg von 968 an zu diesem. 1541 wurde in Groß- und Klein-Ottersleben die Reformation eingeführt, wodurch ihre Bevölkerung und ihre St.-Stephani-Kirche evangelisch-lutherisch wurden.
Nachdem ab 1839 in Ottersleben Zuckerfabriken und Zichorien-Darren entstanden waren, ließen sich wieder Katholiken in größerer Zahl in Ottersleben nieder. Die Seelsorge in Ottersleben übten Geistliche der Missionspfarrei Sudenburg aus. 1863 erfolgte in Groß-Ottersleben zunächst die Eröffnung einer katholischen Schule, die in angemieteten Räumen untergebracht war. Noch im gleichen Jahr wurde ein Baugrundstück angekauft, auf dem 1864 ein Missionshaus erbaut wurde, das neben der Schule und einer Lehrerwohnung auch eine Kapelle beinhaltete. 1867 bekam Groß-Ottersleben mit Johannes Teplich erstmals einen ortsansässigen Geistlichen.
1888 folgte der Ankauf eines benachbarten Hausgrundstückes, auf dem später die Kirche erbaut wurde. Das dort bereits vorhandene Wohnhaus wurde als Pfarrhaus genutzt. August Rincklake aus Berlin entwarf einen Kirchbau, der aufgrund zu hoher Baukosten nicht realisiert wurde. Stattdessen wurden für den Bau der Kirche Pläne Arnold Güldenpfennigs genutzt, nach denen bereits die Herz-Jesu-Kirche in Sangerhausen entstanden war. Der Ottersleber Missionsvikar Lorenz Wienand erbat jedoch eine Erhöhung des Kirchturms, die auch um die Höhe des Zifferblattes der Turmuhr erfolgte. Vorausgegangen war eine deutschlandweite, durch den in Ottersleben tätigen Geistlichen Wilhelm Diek initiierte Geldsammlung zur Errichtung der Kirche.
Die Grundsteinlegung erfolgte am 5. November 1893 durch den bischöflichen Kommissar Propst Kaspar Friedrich Brieden von der Sankt-Sebastian-Kirche. Am 11. November 1894 folgte die Einweihung der Kirche durch Probst Brieden, damals Dechant des Dekanats Magdeburg. Erst am 7. Mai 1898 fand die feierliche Konsekration der Kirche durch Hubert Theophil Simar, den Bischof des Bistums Paderborn, zu dem Groß-Ottersleben damals gehörte, statt.
Zum 1. Januar 1910 wurde die Missionsgemeinde Groß-Ottersleben zur Filialkirchengemeinde erhoben, zum 1. September 1938 folgte die Erhebung der Filialkirchengemeinde zur Pfarrei Ottersleben. 1911 erfolgte die Installation der Turmuhr durch die Bernburger Firma Fuchs & Sohn. Im Zuge des Ersten Weltkrieges musste die Kirche die beiden großen Bronzeglocken (752,5 und 437 Kilogramm) sowie die Pfeifen des Orgelprospekts für Rüstungszwecke abgeben. Es verblieb nur eine kleine Glocke (317,5 Kilogramm), die jedoch später ebenfalls eingeschmolzen wurde.
1934 erhielt der Kirchturm die noch heute bestehende Turmhaube aus Kupfer. Zwei Jahre später erfolgten der Einbau einer Heizung und eine neue Ausmalung des Kircheninneren, auch wurden drei neue Glocken geweiht. Zwei dieser Glocken wurden jedoch bereits 1942 für Rüstungszwecke im Zweiten Weltkrieg beschlagnahmt. In der Zeit des Nationalsozialismus wurde die katholische Schule zum 1. April 1939 durch staatliche Behörden geschlossen.
1945 wurde die Kirche von drei Brandbomben getroffen. Zwei der Bomben blieben ohne Wirkung, eine dritte steckte jedoch im Turm. Einige Anwohner stiegen auf das Dach und löschten den Brand, sodass die Kirche den Zweiten Weltkrieg nahezu unbeschädigt überstand.
In der Zeit der DDR kam es 1960 zu einer Neugestaltung des Innenraums. Auf die neogotischen Gestaltungselemente wurde nun verzichtet. 1962 wurde ein im 15. Jahrhundert geschnitzter Katharinenaltar, ursprünglich aus Gardelegen stammend, aufgestellt. In den Jahren 1969 und 1970 erfolgte eine Neueindeckung des Dachs mit Schiefer.
Im Frühjahr 1990 wurde das Turmkreuz während eines Sturms heruntergerissen, jedoch noch im gleichen Jahr wieder aufgebaut. 1993 erfolgte eine erneute Renovierung des Innenraums.
Am 28. Oktober 2007 wurde der die beiden Pfarreien Ottersleben und Sudenburg umfassende Gemeindeverbund Magdeburg-Süd errichtet, der am 28. November 2010, dem 1. Sonntag im Advent, zur heutigen Pfarrei St. Maria zusammengeführt wurde.

## Orgel
Im Jahr 1898 wurde eine Orgel der Paderborner Eggert Orgelbau-Anstalt eingebaut.
Das Instrument hat 17 Register auf zwei Manualen und Pedal. Restauriert wurde es vom Unternehmen Vogtländischer Orgelbau Thomas Wolf.
Disposition
| I Hauptwerk C–f3 |               |       |
| 1.               | Principal     | 8′    |
| 2.               | Rohrflöte     | 8′    |
| 3.               | Oktave        | 4′    |
| 4.               | Gedecktflöte  | 4′    |
| 5.               | Nassat        | 2 ⁄3′ |
| 6.               | Waldflöte     | 2′    |
| 7.               | Mixtur III–IV | 2′    |

| II Unterwerk C–f3 |                 |      |
| 8.                | Gedackt 8′      |      |
| 9.                | Rohrflöte       | 4′   |
| 10.               | Principal       | 2′   |
| 11.               | Sesquialtera II |      |
| 12.               | Zimbel II       | 1⁄2′ |
|                   | Tremulant       |      |

| Pedal C–d1 |              |     |
| 13.        | Subbaß       | 16′ |
| 14.        | Principalbaß | 08′ |
| 15.        | Baßflöte     | 08′ |
| 16.        | Pommer       | 04′ |
| 17.        | Oktave       | 02′ |

- Koppeln: II/I, I/P, II/P
- Spielhilfe: Tutti